# たとえあなたを忘れても
『たとえあなたを忘れても』（たとえあなたをわすれても）は、2023年10月22日から12月17日まで、テレビ朝日系列で全9話が放送された、朝日放送テレビ制作のテレビドラマ。主演は連続ドラマ初主演となる堀田真由。
日曜22時枠のドラマとしては第3弾となる本作品は、同枠にてこれまで放送された2作品と同様に、原作の存在しない完全オリジナルの作品であり、浅野妙子の脚本のもと、夢を失い生活苦に陥ってしまった音楽教室のピアノ講師の女性と、記憶を失ってしまう「解離性健忘症」という障害を抱えながらも、キッチンカーを運営し懸命に生きる青年の恋物語を描いたヒューマンラブストーリーが展開される。
作品の舞台としては主に兵庫県神戸市内が設定されており、神戸港や旧摩耶観光ホテルを始めとした市内の観光地も度々作中に登場、放送期間中には同市の観光局からもロケ地マップが無料配布された。また2024年5月に神戸市が発表した、神戸フィルムオフィスの前年度の支援作品のうち直接経済効果が1,000万円以上を記録した作品の一つとして、本作品も挙げられている。

## あらすじ
主人公の河野美璃は、音楽教室でピアノ講師を務めるものの、収入に恵まれない日々を送っている。美璃はある日、キッチンカーを営む青年・青木空と知り合い、次第に親しくなる。だが美璃が空と一緒に出かける約束をしたある日、空は待ち合わせ場所に現れない。1か月後、美璃は空のキッチンカーを見つけるが、空は美璃との約束も、美璃自身のことも覚えていない様子を見せる。そこへ訪れた空の幼馴染みの藤川沙菜によれば、空は美璃のことを忘れているという。美璃はやがて、空が記憶障害により、今までに4回にわたって記憶を失っていることを知る。

## キャスト

### 主要人物
河野美璃（こうの みり）〈24〉
演 - 堀田真由
音楽教室のピアノ講師。生徒が減ったため携帯ショップでアルバイト。
青木空（あおき そら）〈26〉
演 - 萩原利久（幼少期：市村碧斗）
キッチンカー「coffee SORA」を経営する記憶障害を持つ青年。

### 携帯ショップ モバイルテルミー
森亜弓（もり あゆみ）
演 - 松井玲奈
美璃がアルバイトを始める携帯ショップの上司。
山内和樹（やまうち かずき）
演 - 南北斗
美璃と同時に携帯ショップで働き始める。
田村俊貴（たむら としき）
演 - こがけん
店長。

### 神戸総合病院
遠山保（とおやま たもつ）〈36〉
演 - 風間俊介
美璃の従兄。心療内科の医師。
宮下茜（みやした あかね）〈20〉
演 - 畑芽育
保の患者。空と同様の障害を持つ。17歳までの記憶がない。保に好意を抱いている。
樋口充（ひぐち みつる）
演 - 平井亜門
保の同僚。院内薬剤師。

### 薬局
藤川沙菜（ふじかわ さな）〈26〉
演 - 岡田結実（幼少期：鳥羽眞帆）
薬剤師。空の幼なじみ。空が記憶をなくす度にサポートする。姉御肌の女性。
川井ユカ（かわい ユカ）
演 - 中村里帆
薬剤師。沙菜の同僚。

### 音楽教室
野田好子（のだ よしこ）
演 - 馬場園梓
事務員。

### 美璃の関係者
衛藤まりあ（えとう まりあ）
演 - 森香澄
プロのピアニスト。美璃の音大時代の同期。
河野ゆかり（こうの ゆかり）
演 - 加藤貴子
美璃の母親。

### 青木家
青木理佐子（あおき りさこ）〈52〉
演 - 檀れい
空の母親。空に母親と認識されておらず、毎日空のキッチンカーを訪れる。
青木智也（あおき ともや）
演 - 丸山智己
空の父親。

### その他
宮下光恵（みやした みつえ）
演 - 須藤理彩
茜の母親。
古賀百合江（こが ゆりえ）
演 - 高橋ユウ
保の元カノ（第4話にゲスト出演）。
森岡淳樹
演 - 織部典成
茜の元カレ。

## スタッフ
- 企画・プロデュース - 清水一幸[1]
- 脚本 - 浅野妙子[1]
- 音楽 - 平野真奈、福廣秀一朗[1]
- 主題歌 - 由薫「Crystals」（Polydor Records）[10]
- 演出 - 大谷健太郎、髙石明彦[1]
- プロデューサー - 辻知奈美、髙石明彦（The icon）、高橋香奈実（The icon）[1]
- 制作協力 - The icon[1]
- 制作著作 - 朝日放送テレビ[1]

## 放送日程
- 第5話は、『世界ラリー日本大会 ラリージャパン2023』（21時 - 22時30分）放送のため、1時間繰り下げ（23時 - 23時54分）の上放送。
- 第8話は、直前の時間帯にて放送される『サンデーステーション』が、大谷翔平の球団移籍に伴い放送時間を急遽30分拡大したため、30分繰り下げ（22時30分 - 23時24分）の上放送[11]。
- 第9話（最終回）は、直前の時間帯にて『ポツンと一軒家 3時間SP』（19:00 - 21:56）を放送するため、30分繰り下げ（22時30分 - 23時24分）の上放送。

| 放送回                                                                      | 放送日   | サブタイトル                   | 演出       | 視聴率 |
| --------------------------------------------------------------------------- | -------- | ------------------------------ | ---------- | ------ |
| 1                                                                           | 10月22日 | 役に立たない、すてきなもの     | 大谷健太郎 | 3.6%   |
| 2                                                                           | 10月29日 | シャボン玉みたいな、しあわせ   | 大谷健太郎 | 3.5%   |
| 3                                                                           | 11月05日 | 見つめてしまう、忘れられない人 | 髙石明彦   | 3.3%   |
| 4                                                                           | 11月12日 | 溢れだす、それぞれの過去       | 髙石明彦   | 3.4%   |
| 5                                                                           | 11月19日 | 何年たっても、変わらないもの   | 大谷健太郎 | 1.9%   |
| 6                                                                           | 11月26日 | どんな過去も、わたしの一部     | 髙石明彦   | 3.3%   |
| 7                                                                           | 12月03日 | 心の底から、幸せを願うひと     | 髙石明彦   | 3.6%   |
| 8                                                                           | 12月10日 | 人と人とを、つなぐ記憶         | 大谷健太郎 | 3.0%   |
| 9                                                                           | 12月17日 | いつまでも、あなたのそばに     | 大谷健太郎 | 3.1%   |
| 平均視聴率 3.2%（視聴率はビデオリサーチ調べ、関東地区・世帯・リアルタイム） |          |                                |            |        |

## 不祥事
本作品の放送開始前の2023年10月6日、番組公式サイトに掲載されていた番組担当者によるPRコメントが、過去に他のテレビ局にて放送されていたドラマ番組のPRコメントと酷似していたことが判明したとして、該当部分を削除すると同時に謝罪コメントを発表した。デイリースポーツの報道によれば、作品内容や出演者の起用理由を説明した部分が、2022年にフジテレビにて制作・放送された『silent』公式サイトの説明文と似ていたとしている。